# Orri Óskarsson
Orri Steinn Óskarsson (ur. 29 sierpnia 2004) – islandzki piłkarz, grający na pozycji napastnika w hiszpańskim klubie Real Sociedad oraz w reprezentacji Islandii.